# Chaetomium homopilatum
Chaetomium homopilatum är en svampart som beskrevs av Omvik 1955. Chaetomium homopilatum ingår i släktet Chaetomium och familjen Chaetomiaceae.   Inga underarter finns listade i Catalogue of Life.